# Rudnei
Rudnei da Rosa, plus communément appelé Rudnei, est un footballeur brésilien né le 7 octobre 1984. Il évolue au poste de milieu défensif.

## Palmarès
- Championnat de Santa Catarina
  - Vainqueur: 2010.